# Філа
Фі́ла (грец. φυλή) — у стародавній Аттиці родове об'єднання, громада. Пізніше філою почали називатися територіальні одиниці Аттики, населені цими громадами. У добу еллінізму адміністративний поділ на філи існував, наприклад, в елліністичному Єгипті.
Родові філи зазвичай ділилися на 3 фратрії (у дорійців — на 4 фратрії). Філа утворювала союз зі своїми жерцями, військовим підрозділом, який також називався філою. На чолі цього військового підрозділу стояв філарх.
Найважливішу роль філи відігравали у добу реформ Клісфена не тільки як територіальні, але й політичні одиниці Афінської держави (508 до н.е.). Тоді було утворено 10 філ, їх число визначало кількість 10 стратегів, 10 пританій, 10 магістратів, 10 полків, 10 ескадронів тощо.
Дрібнішими одиницями після клісфенівських реформ були триттія та дем, або демос.
Афінська філа – основна адміністративно-територіальна одиниця давніх Афін, які були поділені на 10 філ. Такий поділ був введений Клісфеном наприкінці VI ст. до Р.Х.